# Erlöserkirche (Posen)

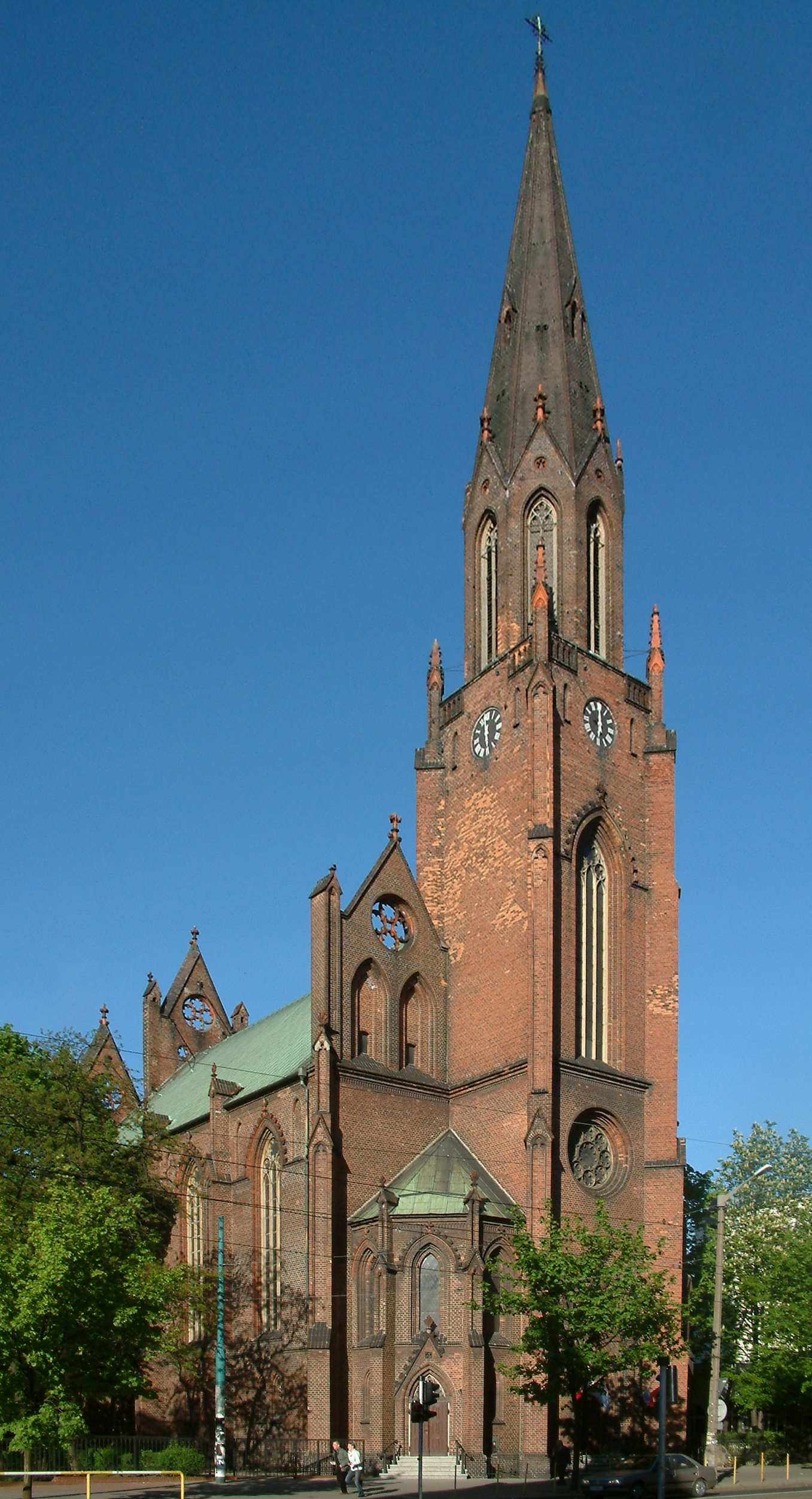
Erlöserkirche in Posen

Die Kirche des Heiligen Erlösers (polnisch Kościół Najświętszego Zbawiciela) in Posen wurde in den Jahren 1866–1869 im neogotischen Stil nach Entwürfen des 1865 verstorbenen Architekten und hochrangigen preußischen Baubeamten Friedrich August Stüler als St.-Pauli-Kirche für eine Kirchengemeinde in der evangelisch-unierten Kirchenprovinz Posen erbaut. Nach dem Wechsel Posens ins wiedererstandene Polen gehörte die Kirchengemeinde zur Unierten Evangelischen Kirche in Polen.
Nach Ende des Zweiten Weltkriegs 1945 mit Flucht und Vertreibung der meisten Gemeindemitglieder übernahm das Erzbistum Posen die Erlöserkirche und weihte sie dann als römisch-katholisches Gotteshaus. Die Sanierung der Kirche nach dem eingetretenen Schaden während der Schlacht um Posen dauerte bis 1964.  Das Gebäude steht seit 1984 unter Denkmalschutz.